# Ревуцький Євген Львович
Євге́н Льво́вич Реву́цький (1 червня 1919 — 20 листопада 2006) — український терапевт та онколог, доктор медичних наук (1967). Учень академіка В. М. Іванова. Син композитора Левка Ревуцького. 
З 1969 — професор, лауреат Державної премії УРСР 1980 року — за підручник (в колективі авторів) «Внутрішні хвороби» — 1977. Кавалер орденів Вітчизняної війни І і II ступенів, Трудового Червоного Прапора, Богдана Хмельницького, нагороджений медалями.

## Життєпис
У серпні 1941 року став курсантом Фрунзенського піхотного училища. Літом 1942 після закінчення курсів молодших лейтенантів командував стрілецькими підрозділами Червоної армії. Брав участь у боях на Можайському напрямку, під Ржевом та Старою Русою. Був тяжко поранений, життя йому врятував службовий собака — зубами затиснув рукав, змусив вхопитися за санчата, «санітар» притягнув його до лазарету й залишив біля тіл мертвих. Однак одна з медсестер — далека родичка Ревуцьких — впізнала його, і відходила. Рятівниця дізналася ташкентську адресу Левка Ревуцького й написала про тяжке поранення сина; то був єдиний випадок, коли Лев Ревуцький скористався зі своїх регалій — домігся перепустки й відвідав сина, забезпечив лікування — а було воно багатомісячним.
1947 року закінчив Київський медичний інститут. Учень академіка Вадима Миколайовича Іванова. Упродовж 1954—1967 років працював у Інституті фізіології ім. О. Богомольця АН УРСР. 1966 року захистив дисертацію «Клініко-фізіологічне обґрунтування застосування високочастотної електротерапії при захворюваннях шлунка».
З 1967 року завідував відділом діагностики та лікарської терапії Інституту експериментальної і клінічної онкології Міністерства охорони здоров'я УРСР.
З 1970 року був заступником директора по науковій роботі Інституту кардіології українського науково-дослідного інституту ім. М. Д. Стражеска. У 1973 році став завідувачем кафедрою терапії Київського медичного інституту — по 1999 рік.
1980 року вдостоєний Державної премії УРСР за підручник «Внутрішні хвороби», випущений 1977-го, співавтор — Бурчинський Георгій Йосипович.
Був заступником голови Вченої медичної ради МОЗ УРСР, членом редколегії журналу «Лікарська справа».
Очолював Правління Республіканського наукового товариства терапевтів.
Його праці стосуються питань гастроентерології, кардіології та клінічної онкології — загалом понад 140 наукових праць, підручник «Внутрішні хвороби», витримав 3 видання.